# Caverna de Damlataş
A Caverna de Damlataş (em turco: Damlataş Mağarası) é uma caverna calcária metamórfica permiana descoberta em 1948. Está localizada no porto da cidade de Antália, na Turquia. É um ponto turístico da região e muito usada pelos locais para espeleoterapia, sob prescrição médica.

## História
No ano de 1948, a caverna foi descoberta durante a exploração de uma pedreira para a construção do porto. Entre os anos de 1987 e 1988, a caverna foi explorada pela Direção Geral de Pesquisa e Exploração Mineral (Maden Tetkik ve Arama Genel Müdürlüğü).

## Características
A caverna calcária possui formações de estalactites e estalagmites de 15 000 anos. A temperatura é de 22 °C, com umidade de 95%, e pressão constante de 760 milímetros. O ar da caverna contém 71% de nitrogênio, 20,5% de oxigênio, 2,5% de dióxido de carbono por dez mil, e alguma radioatividade e íons.
A entrada da caverna possui 15 metros de altura e 50 metros de comprimento, dando acesso a uma câmara com descida vertical que leva até ao fundo. A câmara possui uma área de 13 metros por 10 metros, e 15 metros de altura. O chão da câmara é plano e coberto de areia e suas paredes são cobertas por espeleotemas.

## Turismo
A visitação é aberta ao público, com entrada paga. A caverna possui escadarias para o acesso a câmara e iluminação. Está localizada próxima a praia e possui lojinhas na sua entrada. Pessoas que visitam a caverna para espeleoterapia tem horário de entrada e taxa diferenciada dos turistas.